# Aek Suhat
Aek Suhat is een bestuurslaag in het regentschap Padang Lawas Utara van de provincie Noord-Sumatra, Indonesië. Aek Suhat telt 699 inwoners (volkstelling 2010).